# 妹背光雄
妹背 光雄（いもせ みつお、1930年1月18日 - 1998年6月9日）は、日本の経営者。東洋信託銀行社長を務めた。大阪府堺市出身。

## 経歴
1952年に京都大学経済学部を卒業し、同年に三和銀行に入行。1976年7月に東洋信託銀行に転じ、1977年12月に取締役に就任し、1980年12月に常務、1983年12月に専務を経て、1987年2月には社長に就任。1993年3月に会長に就任。
1994年11月に藍綬褒章を受章。
1998年6月9日に心不全のために死去。68歳没。